# 台北聯營公車235路線
台北聯營235路線由首都客運營運，起點站為新莊區(西盛)，終點站為國父紀念館。
該路線因行經台北市各大景點，成為不少學生和遊客的最愛，每年的載客量約有800萬人次，年營收約1億5千萬，更是獨一業者營收第一名，在2014年被臺北市政府文化局選為「最佳公車遊台北」的主角，作家舒國治觀看台北最佳的公車路線，認為235號公車是不二選擇
235路線東起國父紀念館西到新莊，是大台北地區的重要運輸動脈，尖峰時段發車班距最密集時僅有4至6分鐘，總配車數43輛，站點從台北東區橫跨新北市新莊，運輸量及營收皆在台北聯營公車之中名列前茅，為單一客運經營路線營收的冠軍，是客運業者心中的金雞母，被視為台北聯營公車的黃金路線之一
。

## 簡介
- 1977年4月29日，本路線開辦，當時來往三重至成都路，路線編號為34路。
- 1989年：市區端的終點站延駛至師專附小(即今天的國北教大實小)並更改路線號誌為235。
- 1989年10月28日，市郊端的起點遷至新莊，市區端的終點站亦延駛至國父紀念館。而原本來往三重的服務改稱副線。
- (年份不詳)：235龍安線開辦。
- 2001年4月：235副線更改編號為662；而235龍安線則更改編號為663。
- 2012年10月1日獲配50輛DAEWOO低地板新車(271-FZ、279-FZ~290-FZ、301-FZ~309-FZ、317-FZ~332-FZ、356-FZ~367-FZ、373-FZ~377-FZ)
- 2022年11月21日起，實施站名變更：「台灣通用」更名為「民安西路403巷口」。[2]
- 2025年8月22日起「交通部觀光署」往東站位遷移[3]

## 歷史車輛照片集

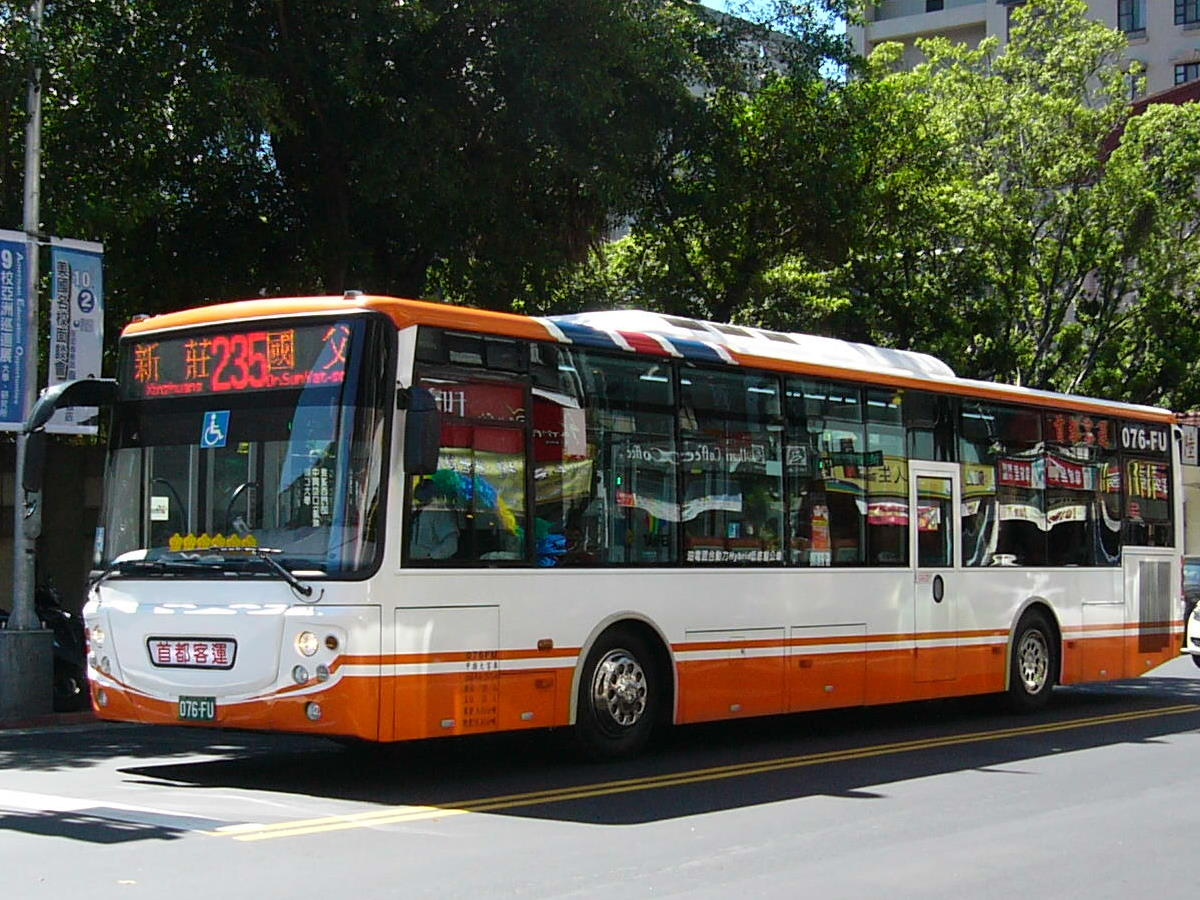
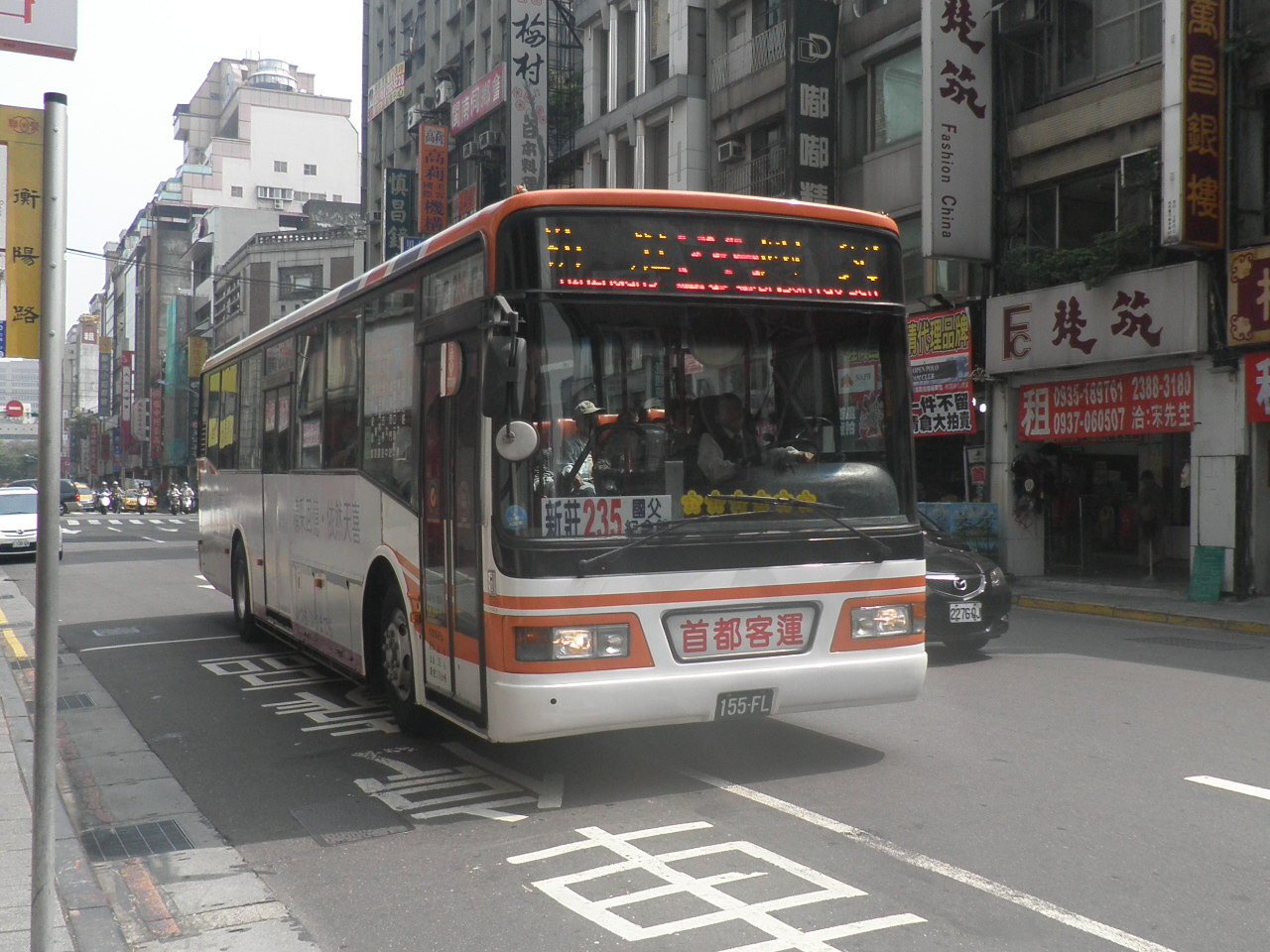

## 外部連結
- 首都客運（页面存档备份，存于）
- 大臺北公車235 （页面存档备份，存于）
- 暢行台北公車客運資訊站的Facebook專頁